# 肉身寶殿
肉身殿，又称月身宝殿、老爷顶，位于安徽九华山神光岭。殿内藏有金地藏的肉身舍利，为汉族地区佛教全国重点寺院。
肉身宝殿不是像中国传统寺庙那样坐北朝南，而是面向金地藏家乡韩国，坐南朝北。宝殿前立有华表，象征其新罗王子的尊贵地位。

## 介绍

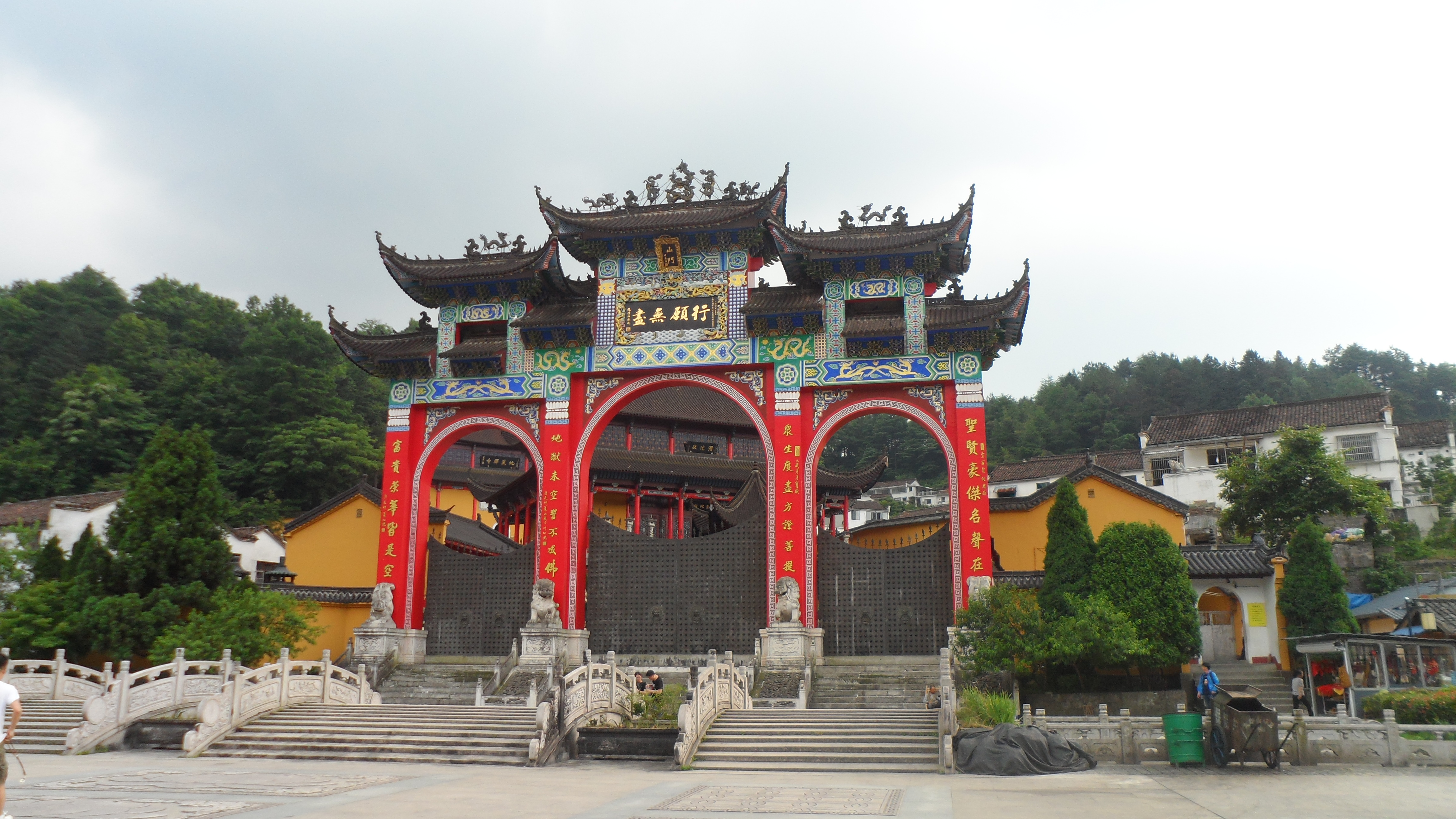
月身宝殿大门

该寺建造于唐朝，以铁瓦覆盖，内有高十七米的七级八角木塔，里面置放三级石塔，内藏金乔觉肉身。